# Natalia Sindeïeva
Natalia Valdimirovna Sindeïeva (russe : Ната́лья Влади́мировна Синде́ева), née le 11 juin 1971, à Mitchourinsk, dans l'oblast de Tambov, en Russie, est une personnalité des médias et une entrepreneuse russe. Elle est la fondatrice, l'actionnaire majoritaire et la directrice générale du holding Dojd, auquel appartiennent la chaîne télévisée Dojd ((ru) Дождь), les éditions sur internet Republic.ru (ru) et la revue Bolchoï Gorod (ru). Elle était auparavant cofondatrice et productrice générale de la station de radio Serebriany Dojd (ru), et organisatrice de l'antiprix Serebrianaïa kalocha (ru). Elle a été trois fois lauréate du prix des dirigeants de médias de Russie ((ru) Медиа-Менеджер России),,, et elle est paire de l'Académie russe de la radio.

## Biographie
Natalia Sindeïeva naît à Mitchourinsk, dans la famille d'un médecin militaire stomatologue. Elle est élevée par ses grands-parents, et s'intéresse au sport et aux activités artistiques dans son enfance. Elle a un diplôme d'enseignante des petites classes et de mathématiques de l'Institut pédagogique d'Etat de Mitchourinsk (ru),. Elle complétera ensuite, en 2006, sa formation à l'École d'économie de Stockholm, cours sur le développement des affaires d'Entrepreneur Essential.
Elle s'installe à Moscou en 1992, à la fin de ses études. Après différents emplois, dont la conduite d'un projet d'un show nocturne aquatique à la piscine Tchaïka, elle rencontre le producteur Pavel Vachtchekiny, et devient sa principale assistante. Elle a alors ses premiers contacts avec des acteurs clés du marché des médias : Sergueï Kojevnikov (ru), fondateur de Rousskaïa Mediagroupa (ru), et les producteurs de radio Mikhail Kozyrev (ru), Andreï Voulf (ru) et Otar Kouchanachvili (ru). En 1993 elle rejoint la chaîne télévisée 2x2 (ru), où elle fera carrière, de secrétaire à productrice de l'émission Milles et une nuits ((ru)Тысяча и одна ночь). Elle fonde ensuite avec Dmitri Savitsky la radio FM Serebriany Dojd, puis le groupe de média Dojd, avec le banquier Aleksandr Vinokourov (ru).
Elle est mariée successivement avec Dmitri Savitsky, l'entrepreneur et restaurateur russe Djamil Asfari, dont elle a un fils, et Aleksandr Vinokourov, dont elle a une fille.

## Radio FMSerebriany Dojd
La station de radio FM Serebriany Dojd (ru) (Pluie d'argent) commence à émettre en 1995. Dmitri Savitsky est directeur général, et Natalia Sindeïeva productrice générale, et organisatrice d'un antiprix attribué aux réalisations les plus douteuses, Serebrianaïa kalocha (ru) (Le caoutchouc d'argent). La radio attire des journalistes connus et devient populaire grâce à sa diffusion sur internet et à la sélection musicale de music non-stop.
De 2002 à 2009, Natalia Sindeïeva occupe le poste de directrice commerciale, en plus de celui de directrice générale de la production. Elle est en 2004 un des lauréats du prix des dirigeants de médias de Russie ((ru) Медиа-Менеджер России), dans la catégorie Radio, pour « ses innovations et sa démarche sortant des standards dans la conduite des campagnes de promotion radiophoniques ».
Elle reste co-dirigeante de la radio après avoir quitté ces fonctions.

## GroupeDojd

### Création et développement du groupeDojd
À partir de 2007, Natalia Sindeïeva s'occupe de développer le groupe de médias Dojd, dont feront partie la chaine télévisée éponyme, les éditions sur internet Republic.ru (ru) (alors Slon) et la revue Bolchoï Gorod (ru) (La grande ville). Aleksandr Vinokourov investit dans les trois projets, mais Sindeïeva contrôle Slon et Bolchoï Gorod à 100 %, et à 95 % la chaîne Dojd (les 5% restants étant à Vera Kritchevskaïa (ru)). La somme exacte investie dans le groupe n'est pas rendue publique, mais jusqu'à la mi-2013, pour la seule chaîne télévisée, elle a été estimée à 40 millions de $.

### ChaîneDojd
Natalia Sindeïeva a l'idée de créer sa propre chaîne de télévision au Marché international des programmes de télévision de Cannes, en 2007. Elle ne maîtrise pas alors le fonctionnement et l'organisation du travail télévisuels, s'appuie sur des connaissances et se fixe pour objectif de créer une chaîne hors du commun, brisant tous les stéréotypes de ses aînées. Elle finance la création de la chaîne en vendant des biens immobiliers personnels, avant qu'Aleksandr Vinokourov ne se joigne à l'investissement,.

La présentation du projet a lieu en 2009. Sindeïeva propose la direction de la régie et du plateau à Vera Kritchevskaïa, régisseuse de la chaine NTV.. Elle crée des programmes et services  d'information pour le lancement de Dojd, auxquels Leonid Berchidski (ru) participe activement. Le 27 avril 2010, Dojd - Optimistic Channel émet pour la première fois depuis l'ancienne usine Octobre rouge (ru). La diffusion, se fait d'abord sur internet, puis après sur le câble et les réseaux hertziens. Natalia Sindeïeva fait venir sur la chaine des personnalités comme Vladimir Pozner, Leonid Parfionov, Mikhaïl Efremov, Dmitri Bykov, Aleksandr Sklar (ru), Ksenia Sobtchak, Aliona Doletskaïa (ru) et d'autres encore.

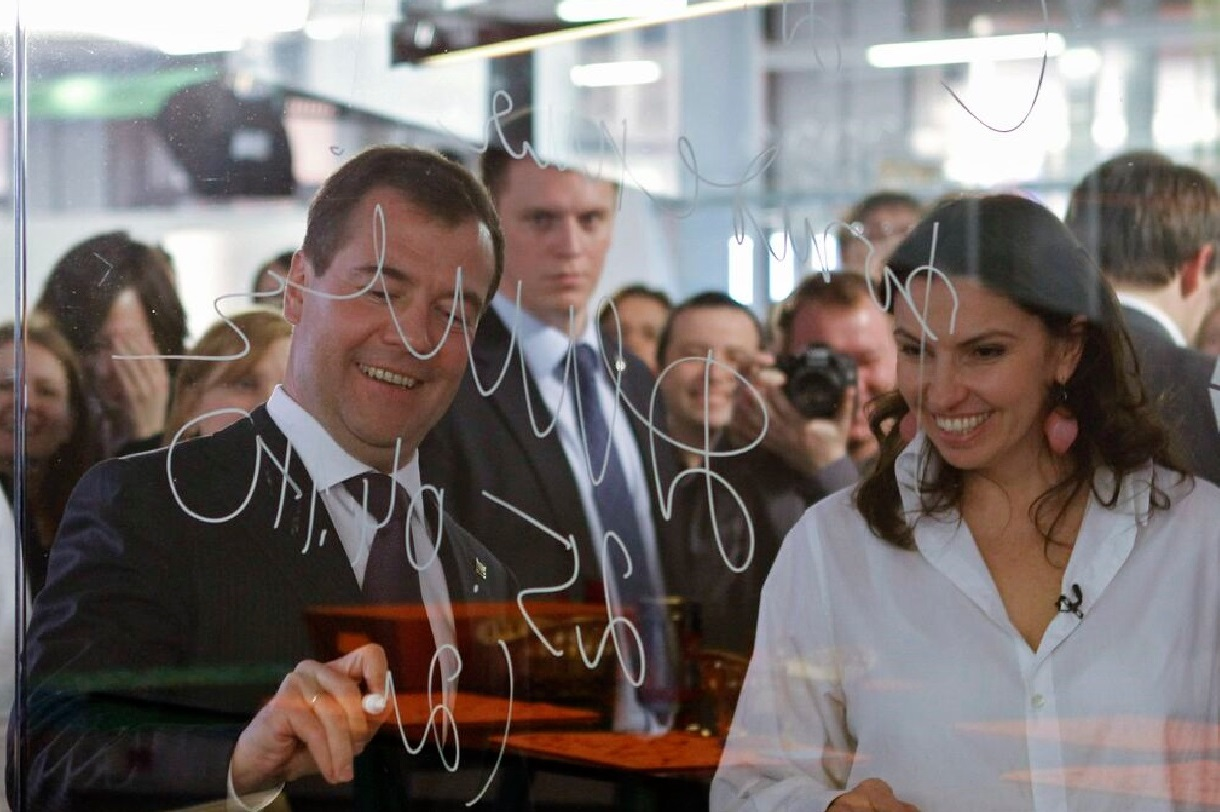
Dmitri Medvedev dans les locaux de Dojd

Le 25 avril 2011, Dmitri Medvedev se rend dans les studios de Dojd et félicite ses équipes pour l'anniversaire de la première émission. En 2012, la chaîne reçoit un prix spécial de l'Académie russe de la télévision (ru) lors de la cérémonie des TEFI 2011.
En octobre 2010, Mikhaïl Zydar (ru) est nommé chef de la rédaction. En 2011, à la demande de la rédaction elle-même, Vera Kritchevskaïa quitte la chaîne après un conflit à propos de l'émission Poète citoyen (ru). Au printemps 2013, la chaîne annonce qu'elle devient payante. C'est la première des télévisions russes avec une diffusion hertzienne et son propre réseau à le faire. Selon son directeur général, l'objectif est que la moitié des ressources de la chaîne proviennent des abonnements, alors qu'elle n'est alors que de 10 %.
Dojd est perçue comme une chaine d'opposition, et rencontre des difficultés à ce titre. En 2011, elle est accusée par député de Russie Unie d’être financée par le Département d’État américain après ses émissions sur les manifestations d'hostilité aux autorités russes. Au début de 2014, après une enquête consacrée au 70eanniversaire du bloc de Leningrad posant la question du coût considérable, en vies humaines, de la décision de défendre de la ville plutôt que de l'évacuer, les opérateurs décident de bloquer les émissions de Dojd sur le câble et le réseau hertzien,,. En février, Natalia Sindeïeva doit présenter des excuses officielles dans l'émission télévisée Ici et maintenant ((ru) Здесь и сейчас).
Pour la reprise de la radio-diffusion, il est décidé d'offrir à nouveau un contenu gratuit, et, en raison de la réduction de l'audience de la chaîne et de la chute des recettes publicitaires, de se recentrer sur le financement participatif, Smart TV et les recettes tirées d'internet. En janvier 2015, Dojd annonce sa sortie du paquet du réseau câblé, et son passage au système à la carte, et la recherche d'autres mécanismes pour que ceux qui le souhaitent puissent soutenir la chaîne.

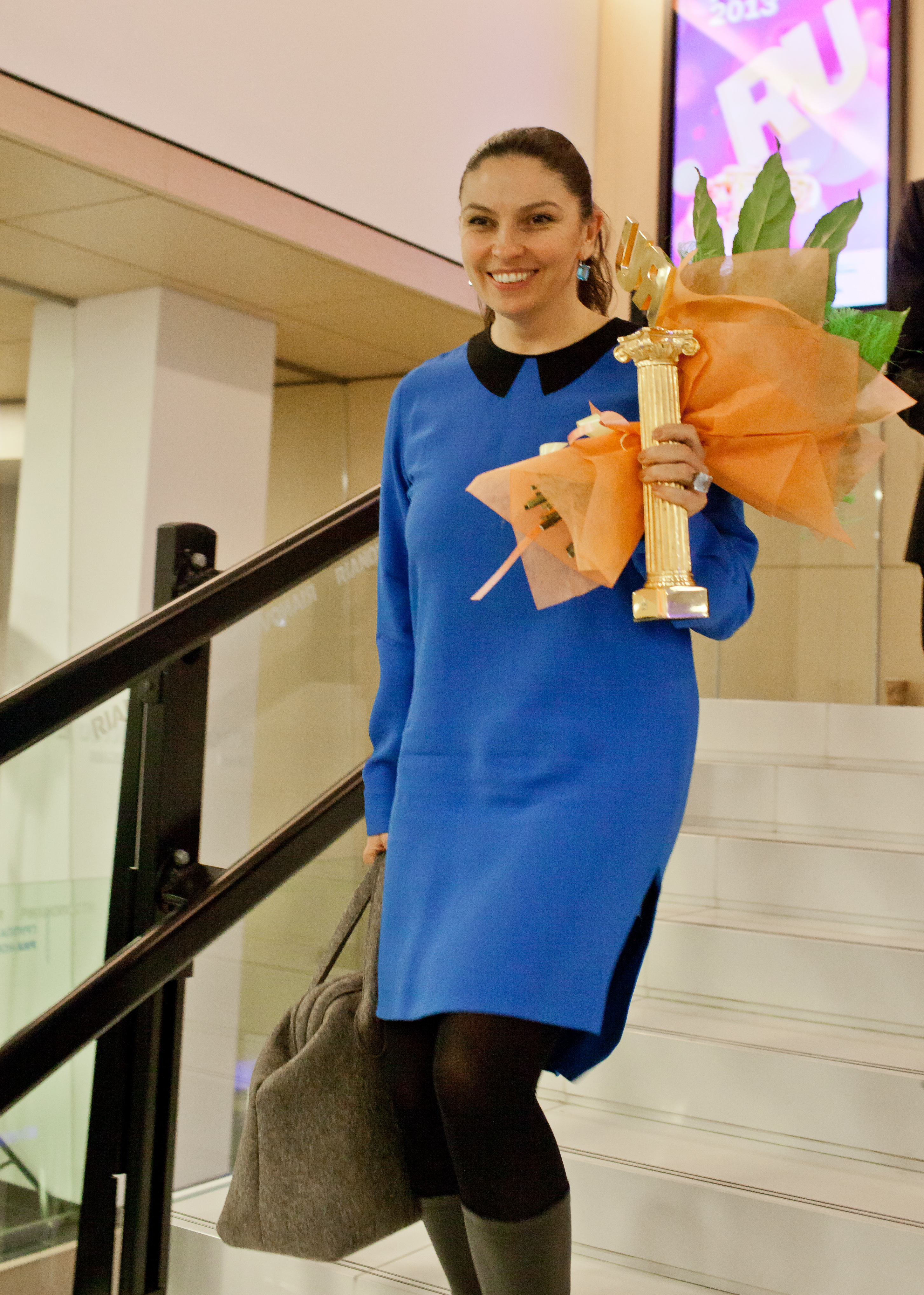
Natalia Sindeïeva en 2013

Le 24 octobre 2014, son bailleur demande à Dojd de libérer dès le 15 novembre les locaux d'Octobre rouge. La chaîne organise des studios provisoires dans les bureaux de Snob, dans le même site, et dans le centre d'affaire de Moskva-City, où se trouvent Slon et Bolchoï Gorod. À partir du 9 février, elle s'installe dans ses propres locaux dans les locaux de Flakon (ru).
Le 1er mars 2022, l'accès à la chaîne a été bloqué à la demande du parquet général russe en même temps que la station de radio Écho de Moscou. La chaîne avait continué à couvrir l'invasion russe de l'Ukraine en 2022 malgré l'interdiction du président Vladimir Poutine. Le 3 mars 2022, Natalia Sindeïeva annonce l'interruption des activités de Dojd.

### Éditions internetRepublic
Les éditions internet Slon.ru, passées en 2009 sous la direction de Leonid Berchidski, avaient été une « fabrique d'opinion » pionnière pour « l'économie, le business, la politique et le mode de vie de la classe moyenne », avec une participation d'Aleksandr Gordeïev (ru) , de Iouri Granovski, de Dmitri Kouznets, d'Olga Romanova et d'autres à l'élaboration de ses contenus. L'ex directeur de la rédaction de Forbes, Maksim Kachoulinski (ru) est nommé en 2011 au poste de directeur général et de directeur des projets. En 2014, les éditions passent au service payant pour une partie des contenus, et Kachoulinski devient directeur de la rédaction, le poste de directeur général est repris par Aleksandr Vinokourov. En novembre 2016  Slon change de nom et devient Republic. Les éditions rejoignent le site Republic.ru.

### RevueBolchoï Gorod
Sindeïeva et Vinokourov rachètent en 2010 au groupe Profmedia (ru) la maison d'édition Aficha, qui édite depuis 2002 la revue Bolchoï Gorod (ru) (La Grande Ville, BG)  et contrôle le site bg.ru. Filipp Dziako (ru), alors chef de la rédaction de Bolchoï Gorod, indique « que la raison de la vente de la revue n'est pas à trouver dans ses pertes d'exploitation, mais dans le fait que, dans cette situation financière, Aficha n'avait pas planifié de mettre les moyens nécessaires pour développer un projet ». Natalia Sindeïeva déclare alors : 

« J'ai toujours aimé Bolchoï Gorod, parfois plus, parfois moins. Tout ce que nous faisons d'idéologique et d'émotionnel sur la chaîne, s'assemble parfaitement avec ce que fait BG. Nous n'avions pas planifié de l'acheter, nous n'avons pas fait d'étude de marché, mais quand nous avons appris par hasard que Bolchoï Gorod devait être rachetée ou mourir, nous en avons été marris. C'est toujours une offense, quand une très belle histoire prend fin. »

Au printemps 2013 Aleksandr Vinokourov annonce une réduction du budget de Bolchoï Gorod, compte tenu de la diffusion gratuite de la version papier de la revue et du  nombre insuffisant de visiteurs du site . Différents scénarios sont examinés, depuis la fermeture de l'ensemble des éditions ou le licenciement de la rédaction du site jusqu'à la vente de Bolchoï Gorod au collectif des journalistes. En février 2014 la décision est prise de mettre fin à l'édition papier et de concentrer les moyens sur le développement du site.